# Adolfo Medrick
Adolfo Medrick Wilson (Panama, 2 gennaio 1956 – Panama, 12 novembre 2018) è stato un cestista panamense naturalizzato uruguaiano.

## Carriera
Con Panama ha disputato i Campionati mondiali del 1982.